# 八百津町立和知小学校
八百津町立和知小学校（やおつちょうりつ わちしょうがっこう）は岐阜県加茂郡八百津町にある公立の小学校。

## 通学区域
- 通学区域は和知、野上、上飯田、上牧野であり、公立中学校の進学先は八百津町立八百津中学校である[1]。

## 沿革
- 1873年（明治6年） - 小学義校中庸舎が開校する。
- 1882年（明治15年） - 中庸学校に改称する。中山地区、洞地区に分教室を設置[2]。
- 1889年（明治22年）7月1日 - 和知村、野上村、上飯田村、牧野村が合併し、和知村が発足。
- 1893年（明治26年） - 和知尋常高等小学校に改称する。
- 1900年（明治33年） - 上飯田尋常小学校、牧野尋常小学校と合併。上飯田分教場、牧野分教場を設置。
- 1902年（明治35年） - 現在地に移転する。
- 1903年（明治36年） - 農業補習学校を設置。
- 1904年（明治37年） - 上飯田分教場、牧野分教場を廃止。
- 1941年（昭和16年） - 和知国民学校に改称する。
- 1947年（昭和22年） - 和知村立和知小学校に改称する。
- 1955年（昭和30年）1月31日 - 和知村が八百津町に編入される[3]。同時に八百津町立和知小学校に改称する。
- 1962年（昭和37年）10月 - 新校舎完成。
- 1987年（昭和62年）4月 - 特別教室棟（東舎）が完成する。
- 1989年（平成元年）3月 - 屋内運動場が完成する。